# Harry Taylor Genet
Harry Taylor Genet, britanski general, * 1895, † 1968.